# 近藤組
二代目近藤組本部事務所位於岐阜縣岐阜市鷺山1143-6 的設置，原初代本部位於鍵屋中町53-2 ，日本的指定暴力團之一、六代目山口組旗下的二次團體。正式成員約60人。2016年3月 組長遭六代目山口組本部除籍處分，組解散；殘餘勢力另組野内組等被三代目弘道會吸收。

## 略述
初代近藤慶文原本是三代目山口組菊田組的舍弟頭。1978年、與同在岐阜活動的山口組「瀨古安會」發生對立事件；同年8月，近藤慶文與瀨古安會副會長一同遭到除籍處分。2005年8月、近藤慶文引退、同組・組長代行掛野一彥二代目繼承。
2015年11月、傘下團體二代目掛野組‧若頭‧牧內健一郎(本名有馬健一郎)涉射殺欲移藉至神戶山口組的組員被捕。掛野一彥負上管理責任，被六代目山口組「除籍」處分，組織解散。

## 歷代組長
- 初代：近藤慶文（五代目山口組若中、六代目山口組若中）
- 二代：掛野一彦（六代目山口組若中）
- 三代：森光義

## 最高幹部
- 組長・掛野一彦（原組長代行、掛野組組長）
- 副組長・杉浦照雄（杉浦組組長）
- 若頭・大沢正見（二代目掛野組組長）
- 本部長・森光義

### 下部團體
杉浦組、二代目掛野組、大澤組、森組、牧健組（原牧内組）、慶心會、赤木組、石田組、大坪組、芳濱會等。

## 二代目掛野組
本部位於長野縣飯田市的設置，六代目山口組的三次團體，上部團體二代目近藤組。
- 組長・大澤正見
- 組長代行・森光義
- 若頭・牧内健一郎
- 舍弟頭・掛野泉
- 舍弟頭補佐・佐藤信
- 特別相談役・赤木竹志
- 本部長・山村哲夫
- 若頭補佐・中島宏昭
- 若頭補佐・池田良治
- 若頭補佐・緒方信之
- 若頭補佐・長谷川陽一
- 若頭補佐・清水秀和
- 本部長補佐・市原義充
- 本部長補佐・氣賀澤和彥
- 本部長補佐・上原寬